# Clavelina lepadiformis
Espèce
Synonymes
- Ascidia lepadiformis Mueller, 1776[1]
- Clavelina pumillo Milne Edwards, 1841[1]
- Clavelina rissoana Milne Edwards, 1841[1]
- Clavelina savigniana Milne Edwards, 1841[1]

Clavelina lepadiformis, communément appelée Grande claveline, est une espèce d'ascidies de la famille des Clavelinidae.  

## Description

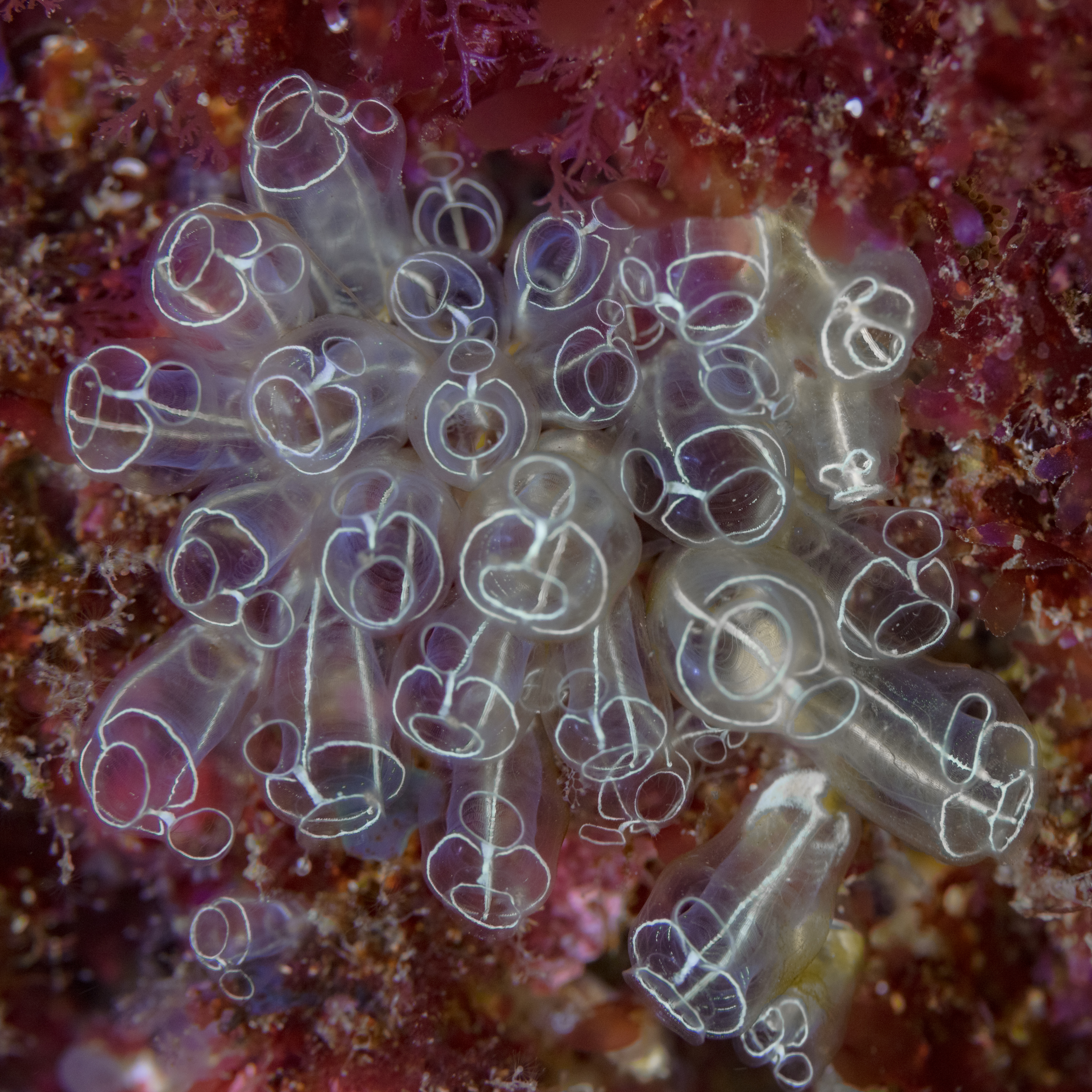
Clavelina lepadiformis dans le parc naturel de l'Arrábida, Portugal. Juillet 2022.

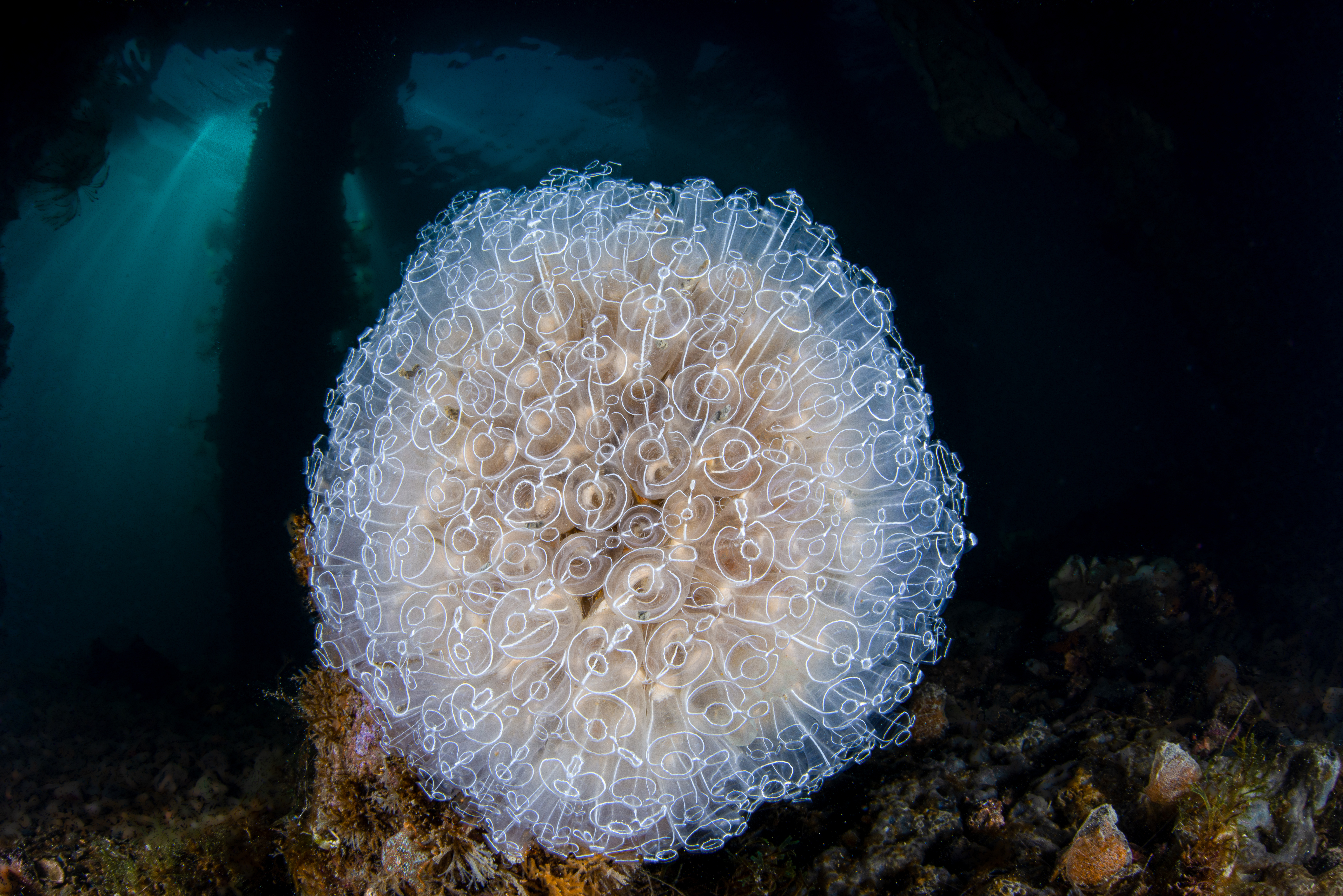
Clavelina lepadiformis dans le golfe de Tarente, Méditerranée. Février 2020.

Chaque individu mesure de 10 à 20 mm mais ils forment des colonies de 3 à 3 000 zoïdes reliés par un stolon. 
Elle est parfois confondue avec Diazona violacea, mais s'en distingue par l'absence de base commune gélatineuse au pied des zooïdes.

## Distribution
Clavelina lepadiformis est présente depuis la mer du Nord, la Manche, les côtes atlantiques jusqu'au Portugal et en Méditerranée occidentale.
Elle vit dans des eaux littorales jusqu'à 50 m de profondeur, sur des substrats rocheux, et a une prédilection pour les parois verticales.

## Écologie
Parmi ses prédateurs se trouvent des planaires telles que Prostheceraeus vittatus.